# Jazzmatazz, Vol. 3: Street Soul
Jazzmatazz, Vol. 3: Street Soul – trzecia część Jazzmatazz. Na płycie usłyszymy więcej muzyki soul oraz r’n’b.

## Spis utworów
1. "Intro" – 1:05
2. "Keep Your Worries" (Angie Stone) – 4:58
3. "Hustlin' Daze" (Donell Jones) – 4:46
4. "All I Said" (Macy Gray, Pharrell Williams) – 4:07
5. "Certified" (Bilal, Jay Dee) – 4:40
6. "Plenty" (Erykah Badu) – 4:38
7. "Lift Your Fist" (The Roots) – 3:48
8. "Guidance" (Amel Larrieux) – 4:06
9. "Interlude (Brooklyn Skit)" – 0:51
10. "Supa Love" (Kelis) – 3:52
11. "No More" (Craig David) – 4:03
12. "Where’s My Ladies?" (Big Shug) – 4:07
13. "Night Vision" (Isaac Hayes) – 3:33
14. "Who’s There?" (Les Nubians) – 4:05
15. "Mashin' up da World" (Prodigal Sunn, Junior Reid) – 5:20
16. "Timeless" (Herbie Hancock) – 4:14